# Agy (Calvados)
Agy [aˈʒi] ist eine französische Gemeinde mit 317 Einwohnern (Stand: 1. Januar 2022) in der Normandie. Sie gehört zum Département Calvados, zum Arrondissement Bayeux und zum Kanton Bayeux. Sie grenzt im Norden an Ranchy, im Osten an Subles, im Süden an Noron-la-Poterie, im Südwesten an Le Tronquay und im Westen an Campigny.

## Sehenswürdigkeiten

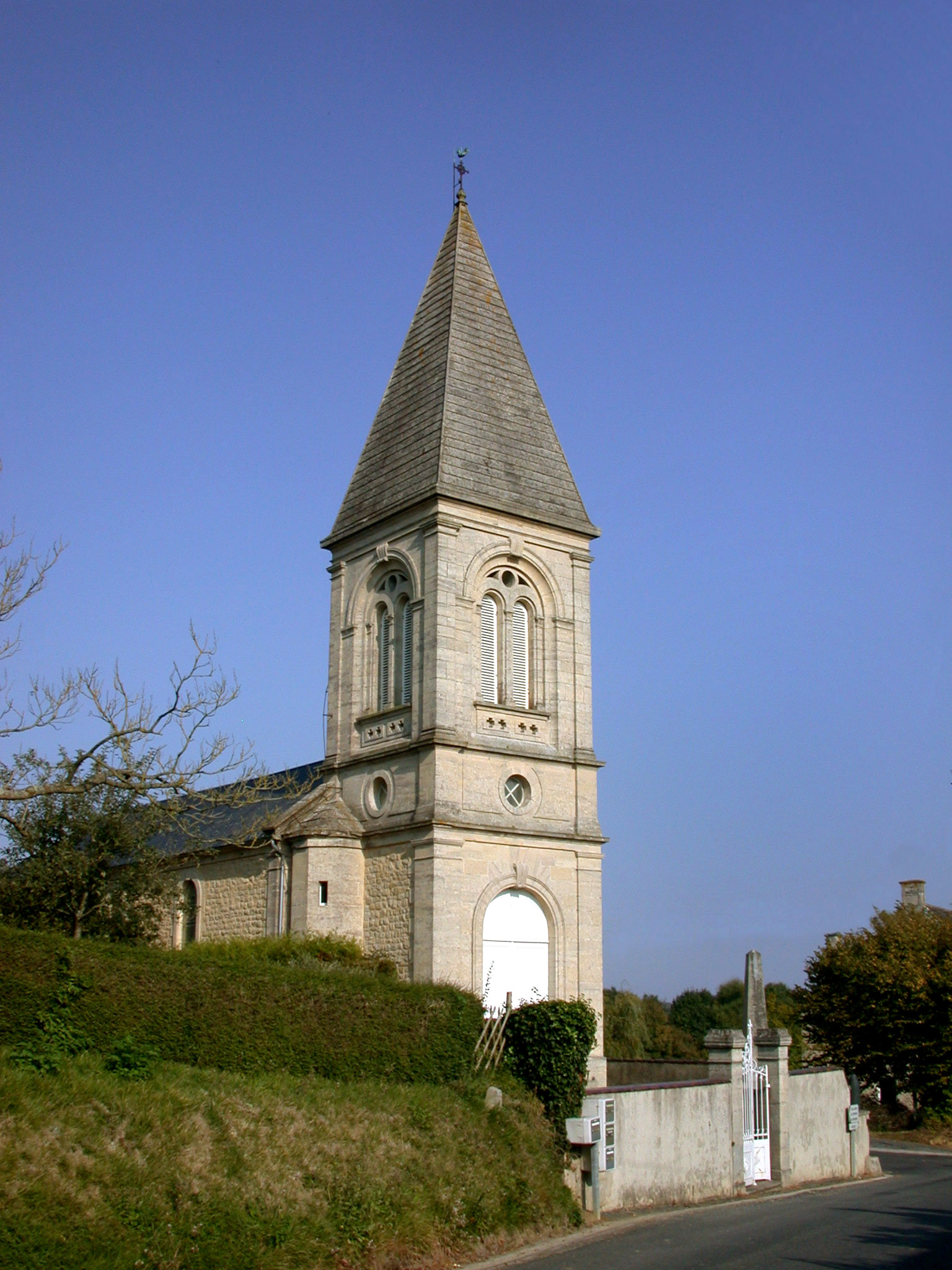
Kirche Saint-Vigor
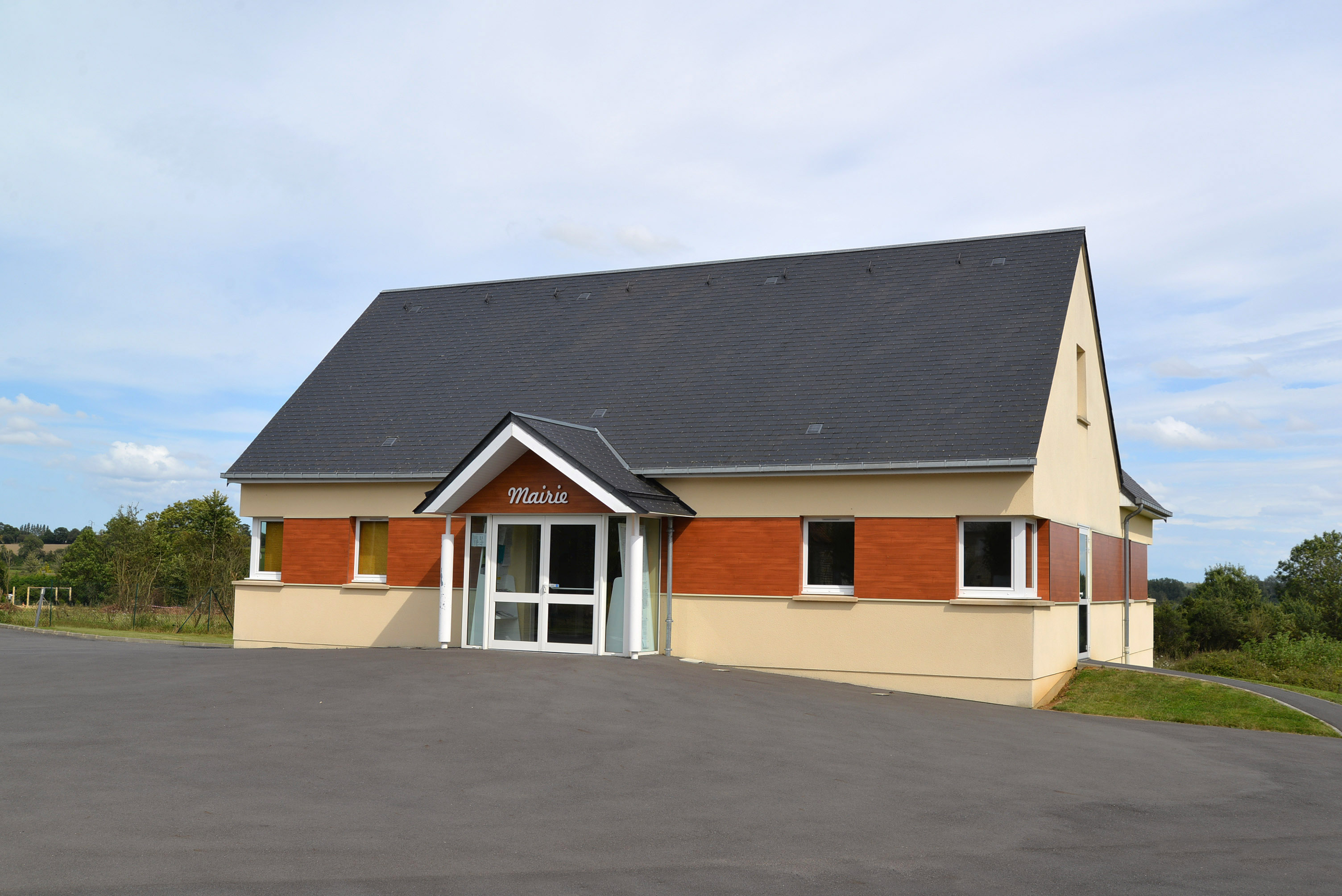
Mairie (Rathaus) Agy

- Kirche Saint-Vigor
- Mairie (Rathaus) Agy

## Bevölkerungsentwicklung
| Jahr      | 1962 | 1968 | 1975 | 1982 | 1990 | 1999 | 2005 | 2013 |
| --------- | ---- | ---- | ---- | ---- | ---- | ---- | ---- | ---- |
| Einwohner | 162  | 183  | 135  | 267  | 280  | 280  | 259  | 249  |